# Premjer-Liga 2020 (Kasachstan)
Die Premjer-Liga 2020 war die 29. Spielzeit der höchsten kasachischen Spielklasse im Fußball der Männer. Sie begann am 7. März und endete am 30. November.
Am 16. März 2020 wurde der Spielbetrieb wegen der weltweiten Coronavirus-Pandemie zunächst bis zum 15. April eingestellt. Ende Mai gab Ertis Pawlodar wegen finanzieller Schwierigkeiten den Rückzug aus der Premjer-Liga bekannt. Der Spielbetrieb ruhte schließlich bis zum 1. Juli und wurde ohne Zuschauer und unter Einhaltung hygienischer Standards wieder aufgenommen. Nur zwei Tage später wurde der Spielbetrieb wegen einer starken Zunahme der COVID-19-Fallzahlen im Land erneut unterbrochen. Am 18. August wurde der Spielbetrieb fortgesetzt. Als Vorsichtsmaßnahme beschloss die kasachische Fußballliga, alle ausstehenden Spiele an einem einzigen Ort auszutragen. Um Flugreisen der Mannschaften und Kontakt zwischen Spielern und Fans zu vermeiden, wurden die Spiele in den Städten Almaty und Talghar ausgetragen. Die Anzahl der Spieltage wurde von ursprünglich 33 auf nunmehr 22 reduziert; die Austragung des kasachischen Pokalwettbewerbs wurde abgesagt.

## Vereine
| Verein                 | Stadion                          | Kapazität |
| ---------------------- | -------------------------------- | --------- |
| FK Qairat Almaty       | Zentralstadion Almaty            | 23.804    |
| FK Astana              | Astana Arena                     | 30.000    |
| Schetissu Taldyqorghan | Schetissu-Stadion                | 05.500    |
| Schachtjor Qaraghandy  | Schachtjor-Stadion               | 19.000    |
| Oqschetpes Kökschetau  | Torpedo-Stadion                  | 10.000    |
| Tobyl Qostanai         | Zentralstadion Qostanai          | 08.320    |
| Qaisar Qysylorda       | Gany Muratbajew-Stadion          | 07.000    |
| Ordabassy Schymkent    | Kaschimukan-Munaitpassow-Stadion | 20.000    |
| FK Qysyl-Schar SK      | Karasai-Stadion                  | 12.000    |
| FK Taras               | Zentralstadion Taras             | 12.525    |
| Kaspij Aqtau           | Schastar Stadion                 | 03.500    |

## Abschlusstabelle
| Pl. | Verein                 | Sp. | S  | U | N  | Tore    | Diff. | Punkte |
| --- | ---------------------- | --- | -- | - | -- | ------- | ----- | ------ |
| 1.  | FK Qairat Almaty       | 20  | 14 | 3 | 3  | 048:190 | +29   | 45     |
| 2.  | Tobyl Qostanai         | 20  | 12 | 2 | 6  | 026:160 | +10   | 38     |
| 3.  | FK Astana (M)          | 20  | 11 | 3 | 6  | 032:210 | +11   | 36     |
| 4.  | Schachtjor Qaraghandy  | 20  | 9  | 5 | 6  | 029:220 | +7    | 32     |
| 5.  | Ordabassy Schymkent    | 20  | 9  | 4 | 7  | 027:260 | +1    | 31     |
| 6.  | Schetissu Taldyqorghan | 20  | 9  | 1 | 10 | 027:280 | −1    | 28     |
| 7.  | Qaisar Qysylorda (P)   | 20  | 6  | 6 | 8  | 020:230 | −3    | 24     |
| 8.  | FK Taras               | 20  | 5  | 8 | 7  | 019:230 | −4    | 23     |
| 9.  | FK Qysyl-Schar SK (N)  | 20  | 6  | 5 | 9  | 015:240 | −9    | 23     |
| 10. | Kaspij Aqtau (N)       | 20  | 5  | 2 | 13 | 015:340 | −19   | 17     |
| 11. | Oqschetpes Kökschetau  | 20  | 2  | 5 | 13 | 016:380 | −22   | 11     |
| 12. | Ertis Pawlodar 1       | 0   | 0  | 0 | 0  | 000:000 | ±0    | 0      |

Platzierungskriterien: 1. Punkte – 2. Tordifferenz – 3. Siege – 4. geschossene Tore – 5. Direkter Vergleich (Punkte, Tordifferenz, geschossene Tore) 
| (M) | amtierender Meister                |
| (P) | amtierender Pokal-Sieger 2019      |
| (N) | Neuaufsteiger der Ersten Liga 2019 |

### Kreuztabelle
Die Kreuztabelle stellt die Ergebnisse dieser Saison dar. Die Heimmannschaft ist in der linken Spalte, die Gastmannschaft in der oberen Zeile aufgelistet.
| 2020                   | FK Qairat Almaty | Tobyl Qostanai | FK Astana | Schachtjor Qaraghandy | Ordabassy Schymkent | Schetissu Taldyqorghan | Qaisar Qysylorda | FK Taras | FK Qysyl-Schar SK | Kaspij Aqtau | Oqschetpes Kökschetau |
| ---------------------- | ---------------- | -------------- | --------- | --------------------- | ------------------- | ---------------------- | ---------------- | -------- | ----------------- | ------------ | --------------------- |
| FK Qairat Almaty       |                  | 3:1            | 3:0       | 1:1                   | 3:1                 | 3:0                    | 2:1              | 2:1      | 2:3               | 3:1          | 5:0                   |
| Tobyl Qostanai         | 0:4              |                | 2:0       | 3:1                   | 0:4                 | 2:0                    | 3:0              | 2:0      | 2:0               | 2:0          | 1:0                   |
| FK Astana              | 0:1              | 1:0            |           | 1:1                   | 1:1                 | 3:0                    | 3:1              | 1:1      | 4:0               | 1:2          | 2:0                   |
| Schachtjor Qaraghandy  | 1:0              | 1:0            | 3:1       |                       | 0:1                 | 1:2                    | 0:1              | 1:1      | 0:0               | 2:1          | 2:1                   |
| Ordabassy Schymkent    | 1:3              | 0:3            | 1:2       | 0:1                   |                     | 3:1                    | 0:3              | 1:1      | 1:0               | 1:0          | 1:0                   |
| Schetissu Taldyqorghan | 2:4              | 0:0            | 1:2       | 3:2                   | 2:3                 |                        | 3:1              | 0:1      | 3:0               | 3:0          | 1:0                   |
| Qaisar Qysylorda       | 2:2              | 2:1            | 0:1       | 2:0                   | 1:1                 | 1:0                    |                  | 1:1      | 1:2               | 0:1          | 0:0                   |
| FK Taras               | 1:0              | 0:0            | 1:0       | 2:4                   | 3:2                 | 0:2                    | 2:2              |          | 0:0               | 0:1          | 2:3                   |
| FK Qysyl-Schar SK      | 0:1              | 0:1            | 0:1       | 1:3                   | 0:0                 | 2:1                    | 0:0              | 1:0      |                   | 1:0          | 3:1                   |
| Kaspij Aqtau           | 0:3              | 0:1            | 2:3       | 0:4                   | 1:2                 | 0:2                    | 1:0              | 0:2      | 1:1               |              | 2:1                   |
| Oqschetpes Kökschetau  | 3:3              | 0:2            | 1:5       | 1:1                   | 1:3                 | 0:1                    | 0:1              | 0:0      | 2:1               | 2:2          |                       |

## Torschützenliste
| Pl. | Name                    | Team                   | Tore |
| --- | ----------------------- | ---------------------- | ---- |
| 01. | João Paulo              | Ordabassy Schymkent    | 12   |
| 02. | Abat Ajymbetow          | FK Qairat Almaty       | 10   |
| 03. | Elgudscha Lobdschanidse | Qaisar Qysylorda       | 8    |
| 04. | Vágner Love             | FK Qairat Almaty       | 7    |
| 05. | Rúnar Már Sigurjónsson  | FK Astana              | 6    |
| 05. | Pieros Sotiriou         | FK Astana              | 6    |
| 05. | Ajbar Schaqsylyqow      | Schetissu Taldyqorghan | 6    |
| 08. | Asat Nurghalijew        | Tobol Qostanai         | 5    |
| 08. | Jérémy Manzorro         | Tobol Qostanai         | 5    |
| 08. | Arsen Chubulow          | Schachtjor Karaganda   | 5    |
| 08. | Artjom Dmitrijev        | Oqschetpes Kökschetau  | 5    |
| 08. | Aidos Tattybajew        | Schachtjor Karaganda   | 5    |
| 08. | Pedro Eugénio           | Schetissu Taldyqorghan | 5    |